# Flächenpeilung

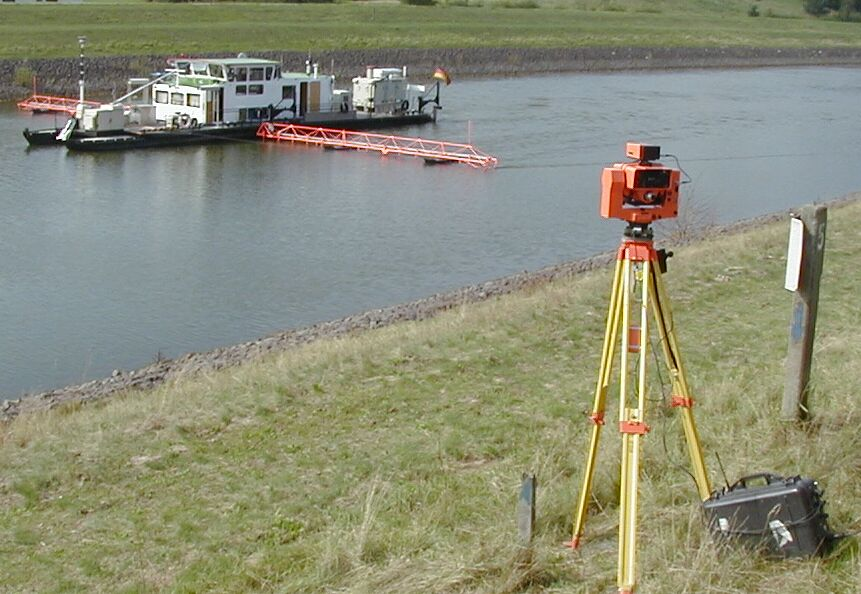
Flächenpeilschiff Herstelle in inzwischen alter Ausführung

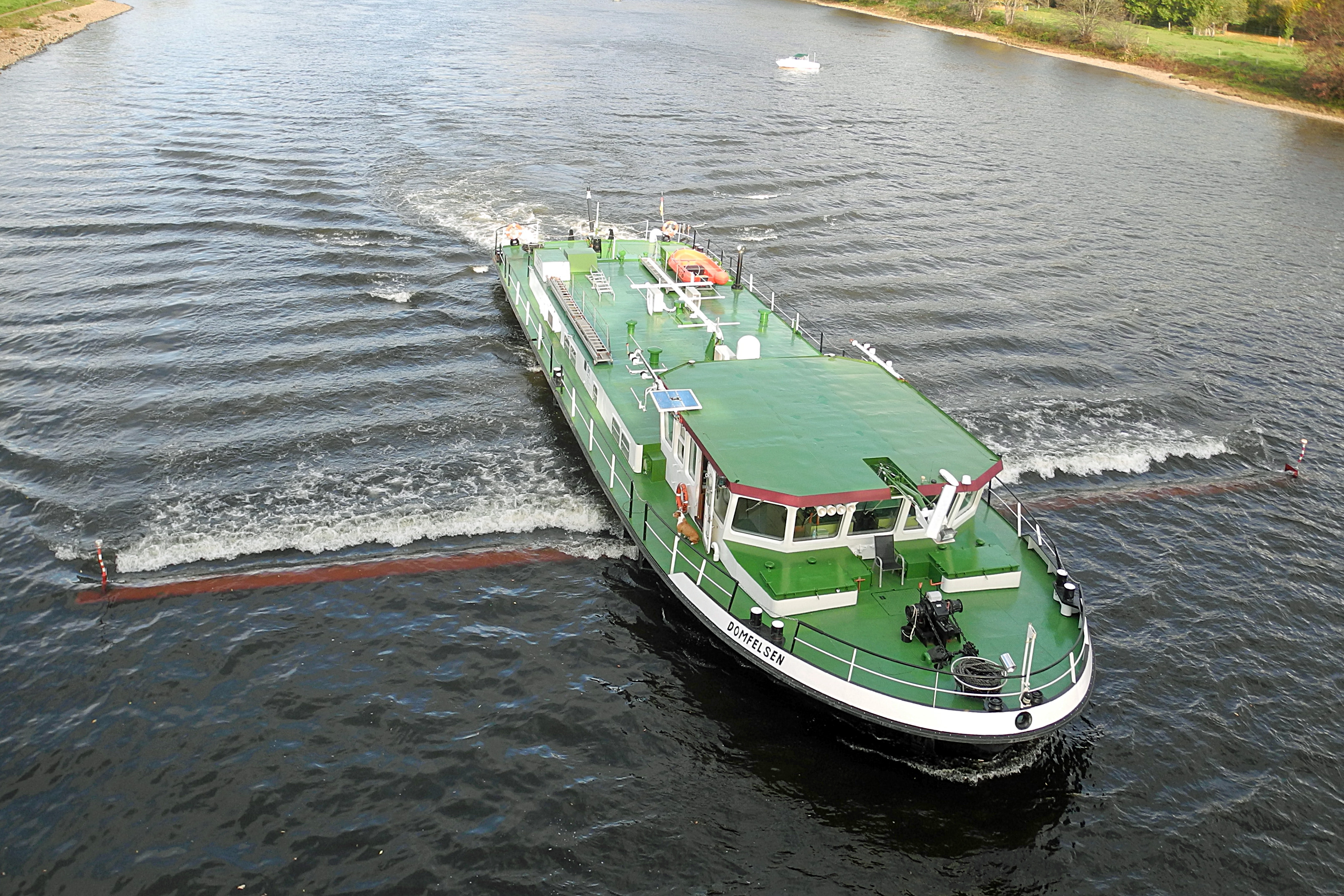
Flächenpeilschiff MS Domfelsen auf der Elbe in Dresden

Unter Flächenpeilung versteht man die Erzeugung eines flächenhaften Bildes oder eines digitalen Geländemodelles vom Gewässergrund. Dabei sind in Abhängigkeit von der vorhandenen Wassertiefe und der Ausdehnung des Messgebietes unterschiedliche Verfahren / Werkzeuge gebräuchlich. Mit einem Fächerecholot oder mehreren, in einer Linie angeordneten Einzelschwingern werden flächenhafte Tiefeninformationen bestimmt und in einem PC mit einem Zeitstempel versehen.
Neben diesen Tiefendaten sind die Koordinaten (heute meist mit GNSS) des Messschiffes sowie dessen Fahrtrichtung (auch über GNSS oder mit Kreiselkompass) zu ermitteln. Ein Bewegungssensor hilft, die Daten der einzelnen Sensoren zu plausibilisieren. Darüber hinaus sind die Eigenschaften des Wassers (Leitfähigkeit / Salzgehalt und die Temperatur) zu erfassen. Denn diese beeinflussen die Laufzeit der Signale. Besonders bei einem Fächerlot (die äußeren Beams legen den längsten Weg zurück) wirkt sich ein Laufzeitfehler ganz besonders stark aus. Bei Verwendung von Einzelschwingern ist dies nicht ganz so kritisch, da alle Signale einen lotrechten Verlauf im Wasser nehmen. In der bordeigenen EDV werden die Daten der einzelnen Komponenten über die Zeitstempel verbunden und als Rohdaten für die weitere Bearbeitung (Karte, Profile oder digitales Modell) abgespeichert.